# Maurawan
Maurawan là một thị xã và là một nagar panchayat của quận Unnao thuộc bang Uttar Pradesh, Ấn Độ.

## Địa lý
Maurawan có vị trí 26°26′B 80°53′Đ / 26,43°B 80,88°Đ Nó có độ cao trung bình là 121 mét (396 feet).

## Nhân khẩu
Theo điều tra dân số năm 2001 của Ấn Độ, Maurawan có dân số 14.116 người. Phái nam chiếm 52% tổng số dân và phái nữ chiếm 48%. Maurawan có tỷ lệ 49% biết đọc biết viết, thấp hơn tỷ lệ trung bình toàn quốc là 59,5%: tỷ lệ cho phái nam là 55%, và tỷ lệ cho phái nữ là 42%. Tại Maurawan, 15% dân số nhỏ hơn 6 tuổi.